# Hogsetfeltet
Hogsetfeltet är en tätort i Lillestrøms kommun i Akershus fylke i sydöstra Norge. Tätorten hade 912 i invånarantal den 1 januari 2022.
Tidigare har orten tillhört dåvarande Sørums kommun.